# Fujisato (Akita)
Fujisato (藤里町 Fujisato-machi?) es un pueblo localizado en la prefectura de Akita, Japón. En octubre de 2018 tenía una población de 3.099 habitantes y una densidad de población de 11 personas por km². Su área total es de 282,13 km².

## Geografía

### Municipios circundantes
- Prefectura de Akita
  - Noshiro
  - Ōdate
  - Kitaakita
  - Happō
- Prefectura de Aomori
  - Ajigasawa
  - Nishimeya

## Demografía
Según datos del censo japonés, la población de Fujisato ha disminuido en los últimos años.
| Año del censo | Población |
| ------------- | --------- |
| 1995          | 5.024     |
| 2000          | 4.708     |
| 2005          | 4.348     |
| 2010          | 3.848     |
| 2015          | 3.359     |